# Божинци Доњи
Божинци Доњи су насељено мјесто у граду Добој, Република Српска, БиХ. Према попису становништва из 1991. у насељу је живјело 587 становника.

## Становништво
| Демографија | Демографија | Демографија |
| Година      | Становника  | Становника  |
| ----------- | ----------- | ----------- |
| 1961.       | 731         |             |
| 1971.       | 754         |             |
| 1981.       | 718         |             |
| 1991.       | 591         |             |